# Vic Venasky
Victor William Venasky (né le 6 mars 1951 à Thunder Bay, dans la province de l'Ontario au Canada) est un joueur professionnel retraité canadien de hockey sur glace évoluant à la position de centre.

## Carrière
Réclamé par les Kings de Los Angeles lors du repêchage amateur de la LNH de 1971 alors qu'il complète sa première saison au niveau universitaire avec les Pioneers de Denver avec qui il s'illustre dès son arrivée, étant le meilleur pointeur de la formation, il se voit également obtenir une place dans la première équipe d'étoiles du championnat de la NCAA pour l'Ouest des États-Unis.
Venasky retourne à Denver pour une saison avant de devenir joueur professionnel en 1972. Joueur recrue pour les Kings, il est confiné à un rôle défensif lors de cette première saison, cependant il réussit tout de même à se démarquer dans ce rôle et est rapidement appelé à contrer les meilleurs joueurs adverse. Ainsi le brillant joueur des Bruins de Boston, Phil Esposito, ne parvient qu'à inscrire un seul but en cinq rencontres lorsque Venasky est présent sur la glace.
Au cours de sa deuxième saison, il subit une sévère blessure à l'aine. Cette blessure l'entraîne à rater la majorité des deux saisons suivantes. À l'été 1975, il suit un plan d'entraînement spéciale suggéré par l'entraîneur physique des Kings, John Holmes. Tout au long de l'été, il suit des leçons de Karaté et effectue des exercices physiques pour renforcer la zone de sa blessure. Cette entraînement porte fruit et il connait pour la saison suivante sa meilleure campagne en carrière avec une récolte de quarante-quatre points. Les Kings atteignent les séries éliminatoires et franchissent pour la première fois de leur histoire la première ronde des séries. Cependant leur parcours s'achève en quart-de-finale.
Le joueur de centre revient avec l'équipe la saison suivante et atteint pour une deuxième année de suite le plateau des quarante points et inscrit lors des séries de fin de saison son seul but en carrière en séries éliminatoires. Il poursuit sa carrière pour deux autres saisons avec les Kings avant de rejoindre pour quelques rencontres le HC Davos, club de la Ligue nationale A de Suisse. Il se retire de la compétition à l'été 1981. À la suite de sa carrière de joueur il enseigne le hockey en Californie.

### Statistiques en club
| Saison     | Équipe                     | Ligue          |     | Saison régulière | Saison régulière | Saison régulière | Saison régulière | Saison régulière |   | Séries éliminatoires | Séries éliminatoires | Séries éliminatoires | Séries éliminatoires | Séries éliminatoires |
| Saison     | Équipe                     | Ligue          | PJ  | B                | A                | Pts              | Pun              | PJ               | B | A                    | Pts                  | Pun                  |                      |                      |
| 1966-1967  | Marrs de Port Arthur       | LHJTB          |     |                  |                  |                  |                  | 5                | 1 | 0                    | 1                    | 0                    |                      |                      |
| 1967       | Marrs de Port Arthur       | Coupe Memorial |     |                  |                  |                  |                  | 6                | 0 | 1                    | 1                    | 0                    |                      |                      |
| 1967-1968  | Marrs de Port Arthur       | LHJTB          | 24  | 16               | 17               | 33               | 0                |                  |   |                      |                      |                      |                      |                      |
| 1968-1969  | Marrs de Port Arthur       | LHJTB          | 36  | 29               | 34               | 63               | 4                |                  |   |                      |                      |                      |                      |                      |
| 1969       | Hurricanes de Fort William | Coupe Memorial |     |                  |                  |                  |                  | 6                | 7 | 5                    | 12                   | 12                   |                      |                      |
| 1968-1969  | Marrs de Port Arthur       | LHJTB          | 22  | 27               | 20               | 47               | 0                |                  |   |                      |                      |                      |                      |                      |
| 1970       | Hurricanes de Fort William | Coupe Memorial |     |                  |                  |                  |                  | 12               | 8 | 12                   | 20                   | 6                    |                      |                      |
| 1970       | Red Wings de Weyburn       | Coupe Memorial |     |                  |                  |                  |                  | 4                | 2 | 4                    | 6                    | 0                    |                      |                      |
| 1970-1971  | Pioneers de Denver         | WCHA           | 36  | 20               | 36               | 56               | 12               |                  |   |                      |                      |                      |                      |                      |
| 1971-1972  | Pioneers de Denver         | WCHA           | 21  | 20               | 36               | 56               | 8                |                  |   |                      |                      |                      |                      |                      |
| 1972-1973  | Kings de Los Angeles       | LNH            | 77  | 15               | 19               | 34               | 10               |                  |   |                      |                      |                      |                      |                      |
| 1973-1974  | Kings de Los Angeles       | LNH            | 32  | 6                | 5                | 11               | 12               |                  |   |                      |                      |                      |                      |                      |
| 1973-1974  | Kings de Springfield       | LAH            | 21  | 8                | 15               | 23               | 8                |                  |   |                      |                      |                      |                      |                      |
| 1973-1974  | Buckaroos de Portland      | WHL            | 10  | 1                | 11               | 12               | 4                | 9                | 7 | 2                    | 9                    | 8                    |                      |                      |
| 1974-1975  | Kings de Los Angeles       | LNH            | 17  | 1                | 2                | 3                | 0                |                  |   |                      |                      |                      |                      |                      |
| 1974-1975  | Kings de Springfield       | LAH            | 6   | 2                | 2                | 4                | 4                |                  |   |                      |                      |                      |                      |                      |
| 1974-1975  | Texans de Fort Worth       | LCH            | 14  | 5                | 11               | 16               | 6                |                  |   |                      |                      |                      |                      |                      |
| 1975-1976  | Kings de Los Angeles       | LNH            | 80  | 18               | 26               | 44               | 12               | 9                | 0 | 1                    | 1                    | 6                    |                      |                      |
| 1976-1977  | Kings de Los Angeles       | LNH            | 80  | 14               | 26               | 40               | 18               | 9                | 1 | 4                    | 5                    | 6                    |                      |                      |
| 1977-1978  | Kings de Los Angeles       | LNH            | 71  | 3                | 10               | 13               | 6                | 1                | 0 | 0                    | 0                    | 0                    |                      |                      |
| 1978-1979  | Kings de Los Angeles       | LNH            | 73  | 4                | 13               | 17               | 8                | 2                | 0 | 0                    | 0                    | 0                    |                      |                      |
| 1979-1980  | Dusters de Binghamton      | LAH            | 80  | 25               | 31               | 56               | 22               |                  |   |                      |                      |                      |                      |                      |
| 1980-1981  | HC Davos                   | LNA            |     |                  |                  |                  |                  |                  |   |                      |                      |                      |                      |                      |
| 1980-1981  | Twins de Thunder Bay       | CASH           |     |                  |                  |                  |                  |                  |   |                      |                      |                      |                      |                      |
| Totaux LNH | Totaux LNH                 | Totaux LNH     | 430 | 61               | 101              | 162              | 66               | 21               | 1 | 5                    | 6                    | 12                   |                      |                      |

## Honneurs et trophées
- Western Collegiate Hockey Association
  - Nommé dans la deuxième équipe d'étoiles en 1971.
- Championnat de la NCAA
  - Nommée dans la première équipe d'étoiles de l'Ouest des États-Unis.

## Transactions en carrière
- avril 1970 : prêté par Port Arthur aux Hurricanes de Fort William (LHJTB) et aux Red Wings de Weyburn (LHJS) pour le tournoi de la Coupe Memorial.
- Repêchage de la LNH 1971 : réclamé par les Kings de Los Angeles (3e choix de l'équipe, 34e choix au total).